# Cardan (Gironde)
Pour les articles homonymes, voir Cardan.
Cardan est une commune du Sud-Ouest de la France, située dans le département de la Gironde, en région Nouvelle-Aquitaine.

## Géographie

### Localisation
Commune de l'aire d'attraction de Bordeaux dans l'Entre-deux-Mers, la commune se trouve à 30 km au sud-est de Bordeaux, chef-lieu du département, à 18 km au nord-ouest de Langon, chef-lieu d'arrondissement et à 6 km au nord de Cadillac, chef-lieu de canton.

### Communes limitrophes
Les communes limitrophes en sont Capian au nord, Soulignac à l'est, Rions au sud et Villenave-de-Rions au nord-ouest.
| Villenave-de-Rions | Capian |           |
|                    | Cardan | Soulignac |
|                    | Rions  |           |

### Climat
Pour des articles plus généraux, voir Climat de la Nouvelle-Aquitaine et Climat de la Gironde.
Historiquement, la commune est exposée à un climat océanique aquitain.  
En 2020, Météo-France publie une typologie des climats de la France métropolitaine dans laquelle la commune est exposée à un climat océanique et est dans la région climatique  Aquitaine, Gascogne, caractérisée par une pluviométrie abondante au printemps, modérée en automne, un faible ensoleillement au printemps, un été chaud (19,5 °C), des vents faibles, des brouillards fréquents en automne et en hiver et des orages fréquents en été (15 à 20 jours).
Pour la période 1971-2000, la température annuelle moyenne est de 13 °C, avec une amplitude thermique annuelle de 15,2 °C. Le cumul annuel moyen de précipitations est de 831 mm, avec 10,9 jours de précipitations en janvier et 6,8 jours en juillet. Pour la période 1991-2020, la température moyenne annuelle observée sur la station météorologique la plus proche, située sur la commune de Saint-Sulpice-de-Pommiers à 16 km à vol d'oiseau, est de 13,8 °C et le cumul annuel moyen de précipitations est de 764,8 mm,. Pour l'avenir, les paramètres climatiques de la commune estimés pour 2050 selon différents scénarios d’émission de gaz à effet de serre sont consultables sur un site dédié publié par Météo-France en novembre 2022.

## Urbanisme

### Typologie
Au 1er janvier 2024, Cardan est catégorisée commune rurale à habitat dispersé, selon la nouvelle grille communale de densité à sept niveaux définie par l'Insee en 2022.
Elle est située hors unité urbaine. Par ailleurs la commune fait partie de l'aire d'attraction de Bordeaux, dont elle est une commune de la couronne,. Cette aire, qui regroupe 275 communes, est catégorisée dans les aires de 700 000 habitants ou plus (hors Paris),.

### Occupation des sols

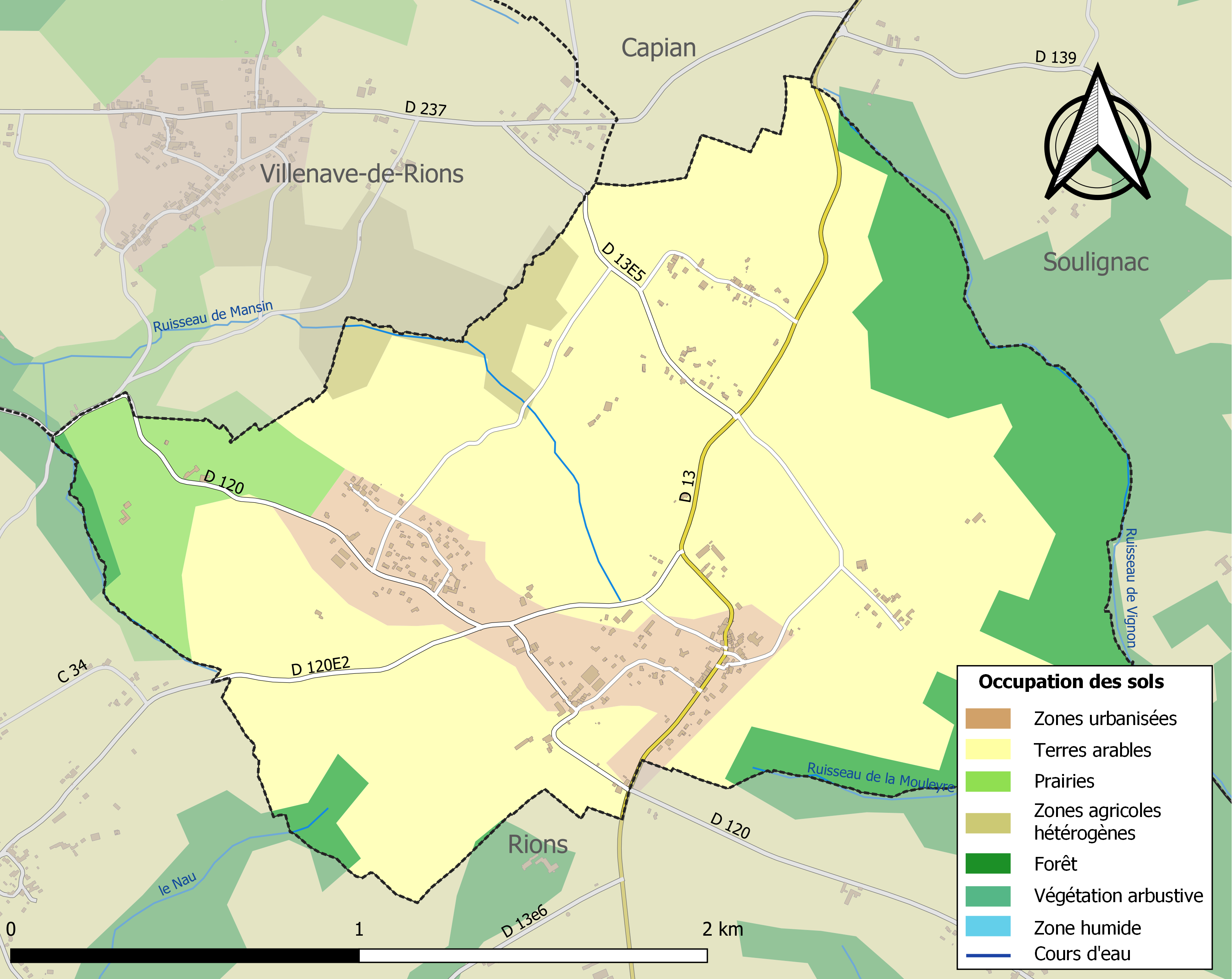
Carte des infrastructures et de l'occupation des sols de la commune en 2018 (CLC).

L'occupation des sols de la commune, telle qu'elle ressort de la base de données européenne d’occupation biophysique des sols Corine Land Cover (CLC), est marquée par l'importance des territoires agricoles (73 % en 2018), en diminution par rapport à 1990 (82,6 %). La répartition détaillée en 2018 est la suivante : 
cultures permanentes (65,1 %), forêts (17,4 %), zones urbanisées (9,6 %), prairies (5,8 %), zones agricoles hétérogènes (2,1 %). L'évolution de l’occupation des sols de la commune et de ses infrastructures peut être observée sur les différentes représentations cartographiques du territoire : la carte de Cassini (XVIIIe siècle), la carte d'état-major (1820-1866) et les cartes ou photos aériennes de l'IGN pour la période actuelle (1950 à aujourd'hui).

### Voies de communication et transports
La principale voie de communication routière qui traverse le territoire communal, à environ un km à l'est du village, est la route départementale D13 qui mène, vers le nord, à Capian et, au-delà, à Créon et, vers le sud, à Béguey ; le village est traversé par la route départementale D120 qui mène, vers l'ouest à Paillet en passant à proximité de Villenave-de-Rions et, vers l'est-sud-est vers Laroque et à la route départementale D11 qui conduit à Cadillac-sur-Garonne au sud et à Targon au nord.

L'accès à l'autoroute A62 (Bordeaux-Toulouse) le plus proche est le no 2, dit de Podensac, distant de 11 km par la route vers le sud-sud-ouest.

L'accès no 1, dit de Bazas, à l'autoroute A65 (Langon-Pau) est distant de 32 km par la route vers le sud-sud-est.
Les gares SNCF les plus proches sont celles de Podensac et de Cérons, sur la ligne Bordeaux-Sète du TER Nouvelle-Aquitaine, la première distante de 8 km vers le sud-sud-ouest, la seconde de 8,5 km vers le sud. Sur la même ligne, la gare de Langon, offrant plus de trafic, se trouve à 18 km vers le sud-est.

### Risques majeurs
Le territoire de la commune de Cardan est vulnérable à différents aléas naturels : météorologiques (tempête, orage, neige, grand froid, canicule ou sécheresse), inondations et séisme (sismicité très faible). Un site publié par le BRGM permet d'évaluer simplement et rapidement les risques d'un bien localisé soit par son adresse soit par le numéro de sa parcelle.
La commune a été reconnue en état de catastrophe naturelle au titre des dommages causés par les inondations et coulées de boue survenues en 1982, 1999, 2009 et 2014,.

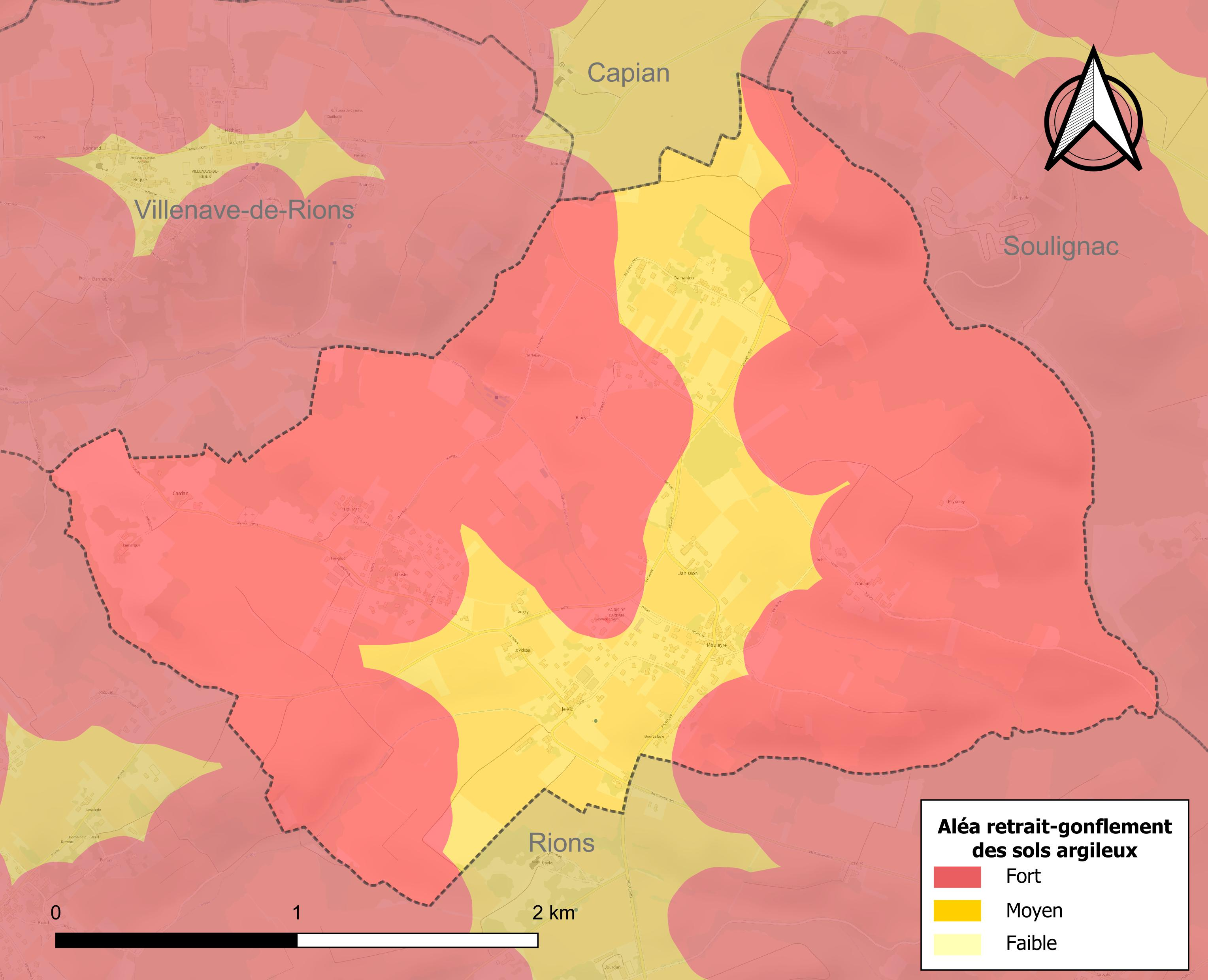
Carte des zones d'aléa retrait-gonflement des sols argileux de Cardan.

Le retrait-gonflement des sols argileux est susceptible d'engendrer des dommages importants aux bâtiments en cas d’alternance de périodes de sécheresse et de pluie. La totalité de la commune est en aléa moyen ou fort (67,4 % au niveau départemental et 48,5 % au niveau national). Sur les 225 bâtiments dénombrés sur la commune en 2019, 225 sont en aléa moyen ou fort, soit 100 %, à comparer aux 84 % au niveau départemental et 54 % au niveau national. Une cartographie de l'exposition du territoire national au retrait gonflement des sols argileux est disponible sur le site du BRGM,.
Par ailleurs, afin de mieux appréhender le risque d’affaissement de terrain, l'inventaire national des cavités souterraines permet de localiser celles situées sur la commune.
Concernant les mouvements de terrains, la commune a été reconnue en état de catastrophe naturelle au titre des dommages causés par la sécheresse en 2003 et par des mouvements de terrain en 1999.

## Toponymie
Le lieu se serait appelé Carasan, puis Caradan, mais aucun indice étymologique n'est proposé.
La graphie de Cardan en gascon est identique.
Ses habitants sont appelés les Cardanais.

## Histoire
À la Révolution, la paroisse Saint-Saturnin de Cardan forme la commune de Cardan.

## Politique et administration
| Période                                  | Période   | Identité           | Étiquette | Qualité                        |
| ---------------------------------------- | --------- | ------------------ | --------- | ------------------------------ |
| Les données manquantes sont à compléter. |           |                    |           |                                |
| ?                                        | ?         | Robert Pompadou    | CNI       | Conseiller général (1967-1979) |
| ?                                        | mars 2001 | Jean Latrille      |           |                                |
| mars 2001                                | 2008      | François Gabillaud | DVD       |                                |
| mars 2008                                | En cours  | Denis Reyne        |           | Agriculteur retraité           |

Le 1er janvier 2018, Cardan quitte la communauté de communes du Créonnais à destination de la communauté de communes de Podensac, des Coteaux de Garonne et de Lestiac-sur-Garonne, Paillet, Rions.

## Démographie
| 1793 | 1800 | 1806 | 1821 | 1831 | 1836 | 1841 | 1846 | 1851 |
| ---- | ---- | ---- | ---- | ---- | ---- | ---- | ---- | ---- |
| 307  | 322  | 310  | 302  | 287  | 293  | 300  | 271  | 238  |

| 1856 | 1861 | 1866 | 1872 | 1876 | 1881 | 1886 | 1891 | 1896 |
| ---- | ---- | ---- | ---- | ---- | ---- | ---- | ---- | ---- |
| 216  | 225  | 220  | 246  | 284  | 277  | 261  | 229  | 245  |

| 1901 | 1906 | 1911 | 1921 | 1926 | 1931 | 1936 | 1946 | 1954 |
| ---- | ---- | ---- | ---- | ---- | ---- | ---- | ---- | ---- |
| 243  | 290  | 275  | 268  | 261  | 225  | 243  | 250  | 246  |

| 1962 | 1968 | 1975 | 1982 | 1990 | 1999 | 2005 | 2006 | 2010 |
| ---- | ---- | ---- | ---- | ---- | ---- | ---- | ---- | ---- |
| 255  | 296  | 285  | 339  | 369  | 373  | 403  | 408  | 439  |

| 2015 | 2020 | 2022 | - | - | - | - | - | - |
| ---- | ---- | ---- | - | - | - | - | - | - |
| 491  | 514  | 511  | - | - | - | - | - | - |

## Lieux et monuments
- L'église Saint-Saturnin, de fondation romane. Le portail et l'abside sont classée au titre des monuments historiques depuis 1907[28]. L'église, à l'exception des parties classées a été inscrit au titre des monuments historique en 1925[28].

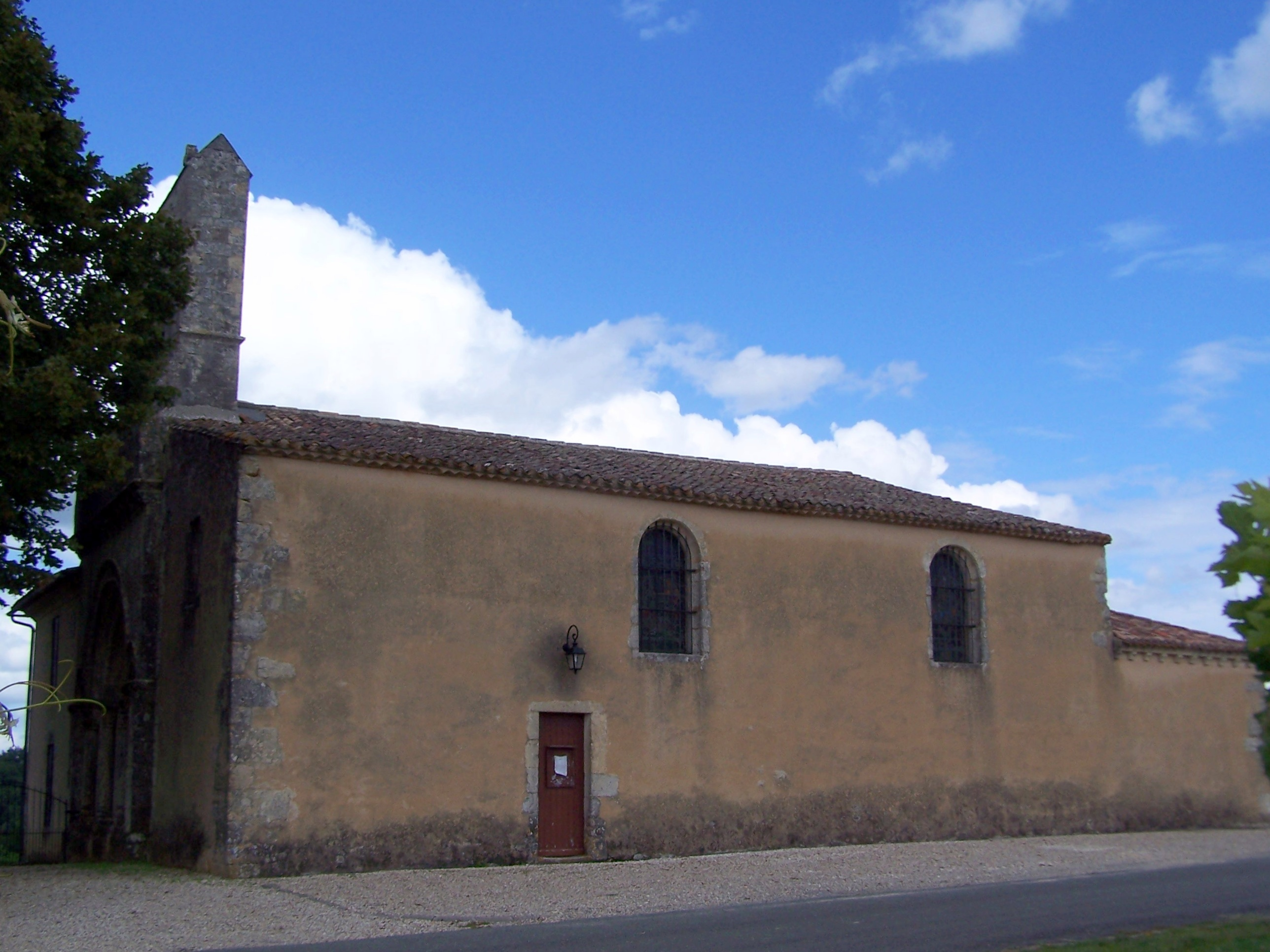
L'église Saint-Saturnin (août 2014)
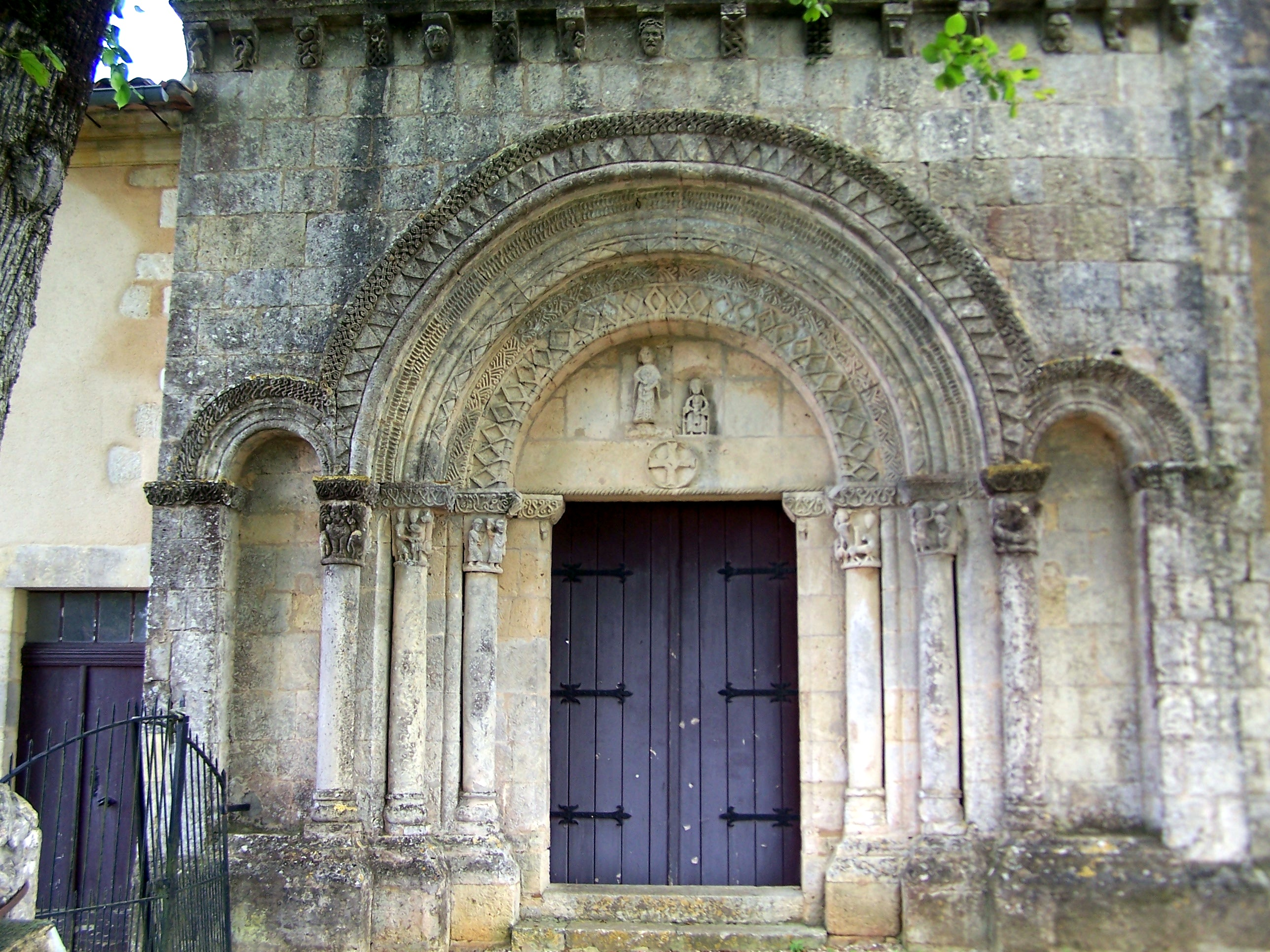
La façade romane de l'église (août 2014)
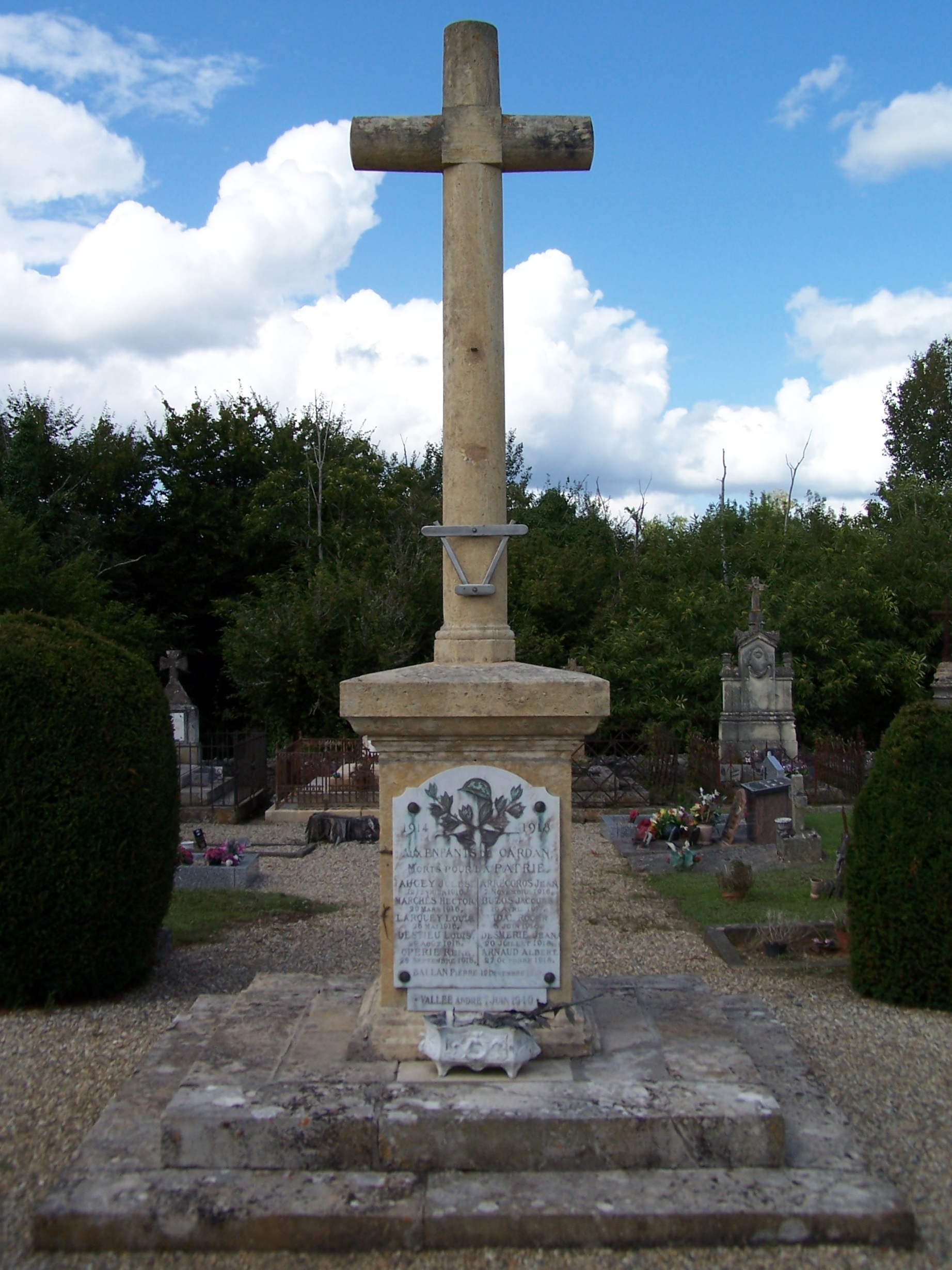
Le monument aux morts dans le cimetière (août 2014)